# Temporada 2016 de Fórmula 1
La temporada 2016 de Fórmula 1 fue la 67.ª edición del Campeonato Mundial de Fórmula 1 de la historia. En esta temporada el ganador del mundial de pilotos fue Nico Rosberg y Mercedes AMG F1 Team venció en el título de constructores.

## Escuderías y pilotos
La siguiente tabla muestra los pilotos confirmados oficialmente por sus escuderías para el Mundial 2016 de F1.
| Escudería                                   | Chasis      | Chasis        | Motor                      | Neu. | N.º | Pilotos           | Siglas | Rondas  | Pilotos de pruebas               |
| ------------------------------------------- | ----------- | ------------- | -------------------------- | ---- | --- | ----------------- | ------ | ------- | -------------------------------- |
| Mercedes AMG Petronas F1 Team               | Mercedes    | F1 W07 Hybrid | Mercedes PU106C Hybrid     | P    | 6   | Nico Rosberg      | ROS    | Todas   | Pascal Wehrlein Esteban Ocon     |
| Mercedes AMG Petronas F1 Team               | Mercedes    | F1 W07 Hybrid | Mercedes PU106C Hybrid     | P    | 44  | Lewis Hamilton    | HAM    | Todas   | Pascal Wehrlein Esteban Ocon     |
| Scuderia Ferrari                            | Ferrari     | SF16-H        | Ferrari 061                | P    | 5   | Sebastian Vettel  | VET    | Todas   | Antonio Fuoco Charles Leclerc    |
| Scuderia Ferrari                            | Ferrari     | SF16-H        | Ferrari 061                | P    | 7   | Kimi Räikkönen    | RAI    | Todas   | Antonio Fuoco Charles Leclerc    |
| Williams Martini Racing                     | Williams    | FW38          | Mercedes PU106C Hybrid     | P    | 19  | Felipe Massa      | MAS    | Todas   | Alex Lynn                        |
| Williams Martini Racing                     | Williams    | FW38          | Mercedes PU106C Hybrid     | P    | 77  | Valtteri Bottas   | BOT    | Todas   | Alex Lynn                        |
| Red Bull Racing                             | Red Bull    | RB12          | TAG Heuer (Renault) R.E.16 | P    | 3   | Daniel Ricciardo  | RIC    | Todas   | Pierre Gasly                     |
| Red Bull Racing                             | Red Bull    | RB12          | TAG Heuer (Renault) R.E.16 | P    | 26  | Daniil Kvyat      | KVY    | 1-4     | Pierre Gasly                     |
| Red Bull Racing                             | Red Bull    | RB12          | TAG Heuer (Renault) R.E.16 | P    | 33  | Max Verstappen    | VES    | 5-21    | Pierre Gasly                     |
| Sahara Force India F1 Team                  | Force India | VJM09         | Mercedes PU106C Hybrid     | P    | 11  | Sergio Pérez      | PER    | Todas   | Alfonso Celis Jr. Nikita Mazepin |
| Sahara Force India F1 Team                  | Force India | VJM09         | Mercedes PU106C Hybrid     | P    | 27  | Nico Hülkenberg   | HÜL    | Todas   | Alfonso Celis Jr. Nikita Mazepin |
| Renault Sport Formula One Team              | Renault     | RS16          | Renault R.E.16             | P    | 20  | Kevin Magnussen   | MAG    | Todas   | Sergey Sirotkin Esteban Ocon     |
| Renault Sport Formula One Team              | Renault     | RS16          | Renault R.E.16             | P    | 30  | Jolyon Palmer     | PAL    | Todas   | Sergey Sirotkin Esteban Ocon     |
| Scuderia Toro Rosso                         | Toro Rosso  | STR11         | Ferrari 059/4              | P    | 26  | Daniil Kvyat      | KVY    | 5-21    | Pierre Gasly Sérgio Sette Câmara |
| Scuderia Toro Rosso                         | Toro Rosso  | STR11         | Ferrari 059/4              | P    | 33  | Max Verstappen    | VES    | 1-4     | Pierre Gasly Sérgio Sette Câmara |
| Scuderia Toro Rosso                         | Toro Rosso  | STR11         | Ferrari 059/4              | P    | 55  | Carlos Sainz Jr.  | SAI    | Todas   | Pierre Gasly Sérgio Sette Câmara |
| Sauber F1 Team                              | Sauber      | C35           | Ferrari 061                | P    | 9   | Marcus Ericsson   | ERI    | Todas   |                                  |
| Sauber F1 Team                              | Sauber      | C35           | Ferrari 061                | P    | 12  | Felipe Nasr       | NAS    | Todas   |                                  |
| McLaren Honda F1 Team                       | McLaren     | MP4-31        | Honda RA616H               | P    | 14  | Fernando Alonso   | ALO    | 1, 3-21 | Stoffel Vandoorne                |
| McLaren Honda F1 Team                       | McLaren     | MP4-31        | Honda RA616H               | P    | 22  | Jenson Button     | BUT    | Todas   | Stoffel Vandoorne                |
| McLaren Honda F1 Team                       | McLaren     | MP4-31        | Honda RA616H               | P    | 47  | Stoffel Vandoorne | VAN    | 2       | Stoffel Vandoorne                |
| Pertamina Manor Racing MRT Manor Racing MRT | Manor       | MRT05         | Mercedes PU106C Hybrid     | P    | 31  | Esteban Ocon      | OCO    | 13-21   | Jordan King                      |
| Pertamina Manor Racing MRT Manor Racing MRT | Manor       | MRT05         | Mercedes PU106C Hybrid     | P    | 88  | Rio Haryanto      | HAR    | 1-12    | Jordan King                      |
| Pertamina Manor Racing MRT Manor Racing MRT | Manor       | MRT05         | Mercedes PU106C Hybrid     | P    | 94  | Pascal Wehrlein   | WEH    | Todas   | Jordan King                      |
| Haas F1 Team                                | Haas        | VF-16         | Ferrari 061                | P    | 8   | Romain Grosjean   | GRO    | Todas   | Santino Ferrucci Charles Leclerc |
| Haas F1 Team                                | Haas        | VF-16         | Ferrari 061                | P    | 21  | Esteban Gutiérrez | GUT    | Todas   | Santino Ferrucci Charles Leclerc |

## Cambios

### Cambios en circuitos
- El inicio de la temporada fue el 18 de marzo, se tenía preestablecido que iba a ser el 1 de abril, 15 días más tarde que las temporadas anteriores.
- El GP de Rusia pasa a ser la cuarta carrera, uniendo la primera parte de la gira asiática del calendario con la primera parte de la gira europea.
- El GP de Malasia pasa de ser la segunda carrera a la decimosexta, entrando en la segunda parte de la gira asiática del calendario.
- Regresa el GP de Europa después de tres temporadas de ausencia, a disputarse en el Circuito Callejero de Bakú, Azerbaiyán.
- Regresa el GP de Alemania después de ausentase la temporada pasada por no llegar a acuerdos. Se correrá en el Hockenheimring.[35]
- Serán 21 carreras, un nuevo récord para la Fórmula 1.
- La pretemporada se reduce de tres pruebas a dos.

### Cambios de pilotos
- Romain Grosjean dejó la escudería Lotus tras cuatro temporadas y firmó con Haas F1 Team en la temporada 2016 con un contrato a largo plazo.[36]
- Esteban Gutiérrez dejó de ser piloto reserva de la Scuderia Ferrari y firmó con Haas F1 Team para 2016.[37]
- Jolyon Palmer debutó en la Fórmula 1 en 2016 de la mano de Renault Sport F1 Team.[38]
- Kevin Magnussen reemplazó a Pastor Maldonado en Renault Sport F1 Team, por incumplimientos en los pagos de su patrocinador principal: PDVSA.[39]
- Pascal Wehrlein y Rio Haryanto debutaron en la Fórmula 1 en 2016 de la mano de Manor Racing.[40][41]
- Stoffel Vandoorne sustituyó a Fernando Alonso en el Gran Premio de Baréin debido a su accidente en el anterior gran premio.[42]
- Max Verstappen y Daniil Kvyat se intercambiaron sus asientos a partir del Gran Premio de España. El neerlandés pasó a Red Bull Racing y el ruso volvió a Toro Rosso.[43]
- Esteban Ocon reemplazó a Rio Haryanto a partir del Gran Premio de Bélgica, por impagos de los patrocinadores del piloto indonesio.[44]

### Cambios de escuderías
- Renault compró el equipo Lotus F1 Team, significando la vuelta de la marca francesa luego de cinco años.[45]
- Debutó Haas F1 Team, utilizando los motores Ferrari.[46]
- Para esta temporada Marussia pasó a competir como Manor Racing y montó motores Mercedes.[47]

### Cambios en neumáticos
- Para esta temporada Pirelli añadió su nuevo y quinto compuesto llamado ultrasoft (ultrablando en español), que podrá ser utilizado en determinados circuitos urbanos.[48]
- De los trece juegos disponibles para cada Gran Premio, los pilotos podrán elegir cuantos juegos llevarán de cada tipo de compuesto para cada carrera. Pirelli seleccionará tres modelos distintos de neumáticos de piso seco para cada cita, sobre los cuales los pilotos podrán elegir.

### Cambios en motores
- Red Bull sigue llevando motores Renault pero no bajo su propia denominación: en diciembre de 2015 se confirmó que llevarán el nombre de su patrocinador TAG Heuer.[49]
- Esta temporada Manor cuenta con motores Mercedes, lo que supondrá un gran paso adelante teniendo en cuenta que en 2015 compitieron con motores Ferrari del 2014.[47]
- Esta temporada Toro Rosso cuenta con motores Ferrari, con la especificación de 2015.[50]

### Cambios reglamentarios

#### Clasificación en cortes clasificatorios eliminatorios
Se cambió el sistema de clasificación para la primera y segunda carrera, pasando a ser de la siguiente forma:

##### Q1
Duración: 16 minutos.

Eliminación: Desde los 7 minutos, los pilotos más lentos (cada un minuto y medio, el que tenga el tiempo más elevado).

Clasificación: De los 22 competidores, 15 avanzarán.

##### Q2
Duración: 15 minutos.

Eliminación: Desde los 6 minutos, los pilotos más lentos (cada un minuto y medio, el que tenga el tiempo más elevado).

Clasificación: De los 15 competidores, 8 avanzarán.

##### Q3
Duración: 14 minutos.

Eliminación: Desde los 5 minutos, los pilotos más lentos (cada un minuto y medio, el que tenga el tiempo más elevado).

Clasificación: Se determinará cuando los dos pilotos restantes definan la pole.

#### Clasificación en cortes clasificatorios libres
A partir del Gran Premio de China la clasificación volvió al sistema que se venía disputando durante la 2015, debido a la protesta de pilotos y jefes de equipos que no se encontraban a gusto con el nuevo sistema.

##### Q1
Duración: 18 minutos.

Clasificación: De los 22 competidores, 16 avanzarán.

##### Q2
Duración: 15 minutos.

Clasificación: De los 16 competidores, 10 avanzarán.

##### Q3
Duración: 12 minutos.

Clasificación: Se determinará cuando los diez pilotos restantes definan la pole position.

## Calendario de presentaciones
| Escudería   | Chasis        | Imagen | Fecha         | Lugar    |
| ----------- | ------------- | ------ | ------------- | -------- |
| Renault     | RS16          |        | 3 de febrero  | París    |
| Williams    | FW38          |        | 19 de febrero | En línea |
| Ferrari     | SF16-H        |        | 19 de febrero | En línea |
| McLaren     | MP4-31        |        | 21 de febrero | En línea |
| Mercedes    | F1 W07 Hybrid |        | 21 de febrero | En línea |
| Haas        | VF-16         |        | 21 de febrero | En línea |
| Red Bull    | RB12          |        | 22 de febrero | Montmeló |
| Force India | VJM09         |        | 22 de febrero | Montmeló |
| Manor       | MRT05         |        | 22 de febrero | Montmeló |
| Toro Rosso  | STR11         |        | 22 de febrero | Montmeló |
| Sauber      | C35           |        | 29 de febrero | En línea |
| Referencia: |               |        |               |          |

## Pretemporada
- Los test de pretemporada se disputaron en dos fechas distintas comprendidas entre el 22 de febrero y el 4 de marzo. El circuito escogido fue el Circuito de Cataluña, España.[54] Sauber acudió a la primera tanda de ensayos con su monoplaza 2015, por retrasos en la fabricación del C35.[55]

| N.º | Circuito                                          | Mapa del circuito    | Resultados    | Resultados       | Resultados  | Resultados | Resultados   | Resultados |
| --- | ------------------------------------------------- | -------------------- | ------------- | ---------------- | ----------- | ---------- | ------------ | ---------- |
| 1   | Circuito de Barcelona-Cataluña Longitud: 4,627 km |                      | Fecha         | Fecha            | Piloto      | Escudería  | Mejor tiempo | Vueltas    |
| 1   | Circuito de Barcelona-Cataluña Longitud: 4,627 km | Día 1                | 22 de febrero | Sebastian Vettel | Ferrari     | 1:24:939   | 69           |            |
| 1   | Circuito de Barcelona-Cataluña Longitud: 4,627 km | Día 2                | 23 de febrero | Sebastian Vettel | Ferrari     | 1:22:810   | 126          |            |
| 1   | Circuito de Barcelona-Cataluña Longitud: 4,627 km | Día 3                | 24 de febrero | Nico Hülkenberg  | Force India | 1:23.110   | 99           |            |
| 1   | Circuito de Barcelona-Cataluña Longitud: 4,627 km | Día 4                | 25 de febrero | Kimi Räikkönen   | Ferrari     | 1:23.477   | 80           |            |
| 1   | Circuito de Barcelona-Cataluña Longitud: 4,627 km | Resultados completos |               |                  |             |            |              |            |
| 2   | Circuito de Barcelona-Cataluña Longitud: 4,627 km |                      | Fecha         | Fecha            | Piloto      | Escudería  | Mejor tiempo | Vueltas    |
| 2   | Circuito de Barcelona-Cataluña Longitud: 4,627 km | Día 5                | 1 de marzo    | Nico Rosberg     | Mercedes    | 1:23.022   | 82           |            |
| 2   | Circuito de Barcelona-Cataluña Longitud: 4,627 km | Día 6                | 2 de marzo    | Valtteri Bottas  | Williams    | 1:23.261   | 108          |            |
| 2   | Circuito de Barcelona-Cataluña Longitud: 4,627 km | Día 7                | 3 de marzo    | Kimi Räikkönen   | Ferrari     | 1:22.675   | 136          |            |
| 2   | Circuito de Barcelona-Cataluña Longitud: 4,627 km | Día 8                | 4 de marzo    | Sebastian Vettel | Ferrari     | 1:22.852   | 142          |            |
| 2   | Circuito de Barcelona-Cataluña Longitud: 4,627 km | Resultados completos |               |                  |             |            |              |            |

## Calendario
| Ronda | Gran Premio                       | Circuito                                       | Fecha            |
| ----- | --------------------------------- | ---------------------------------------------- | ---------------- |
| 1     | Gran Premio de Australia          | Circuito de Albert Park, Melbourne             | 20 de marzo      |
| 2     | Gran Premio de Baréin             | Circuito Internacional de Baréin, Sakhir       | 3 de abril       |
| 3     | Gran Premio de China              | Circuito Internacional de Shanghái, Shanghái   | 17 de abril      |
| 4     | Gran Premio de Rusia              | Autódromo de Sochi, Sochi                      | 1 de mayo        |
| 5     | Gran Premio de España             | Circuito de Barcelona-Cataluña, Montmeló       | 15 de mayo       |
| 6     | Gran Premio de Mónaco             | Circuito de Mónaco, Montecarlo                 | 29 de mayo       |
| 7     | Gran Premio de Canadá             | Circuito Gilles Villeneuve, Montreal           | 12 de junio      |
| 8     | Gran Premio de Europa             | Circuito callejero de Bakú, Bakú               | 19 de junio      |
| 9     | Gran Premio de Austria            | Red Bull Ring, Spielberg                       | 3 de julio       |
| 10    | Gran Premio de Gran Bretaña       | Circuito de Silverstone, Silverstone           | 10 de julio      |
| 11    | Gran Premio de Hungría            | Hungaroring, Mogyoród                          | 24 de julio      |
| 12    | Gran Premio de Alemania           | Hockenheimring, Hockenheim                     | 31 de julio      |
| 13    | Gran Premio de Bélgica            | Circuito de Spa-Francorchamps, Spa             | 28 de agosto     |
| 14    | Gran Premio de Italia             | Autodromo Nazionale di Monza, Monza            | 4 de septiembre  |
| 15    | Gran Premio de Singapur           | Circuito callejero de Marina Bay, Singapur     | 18 de septiembre |
| 16    | Gran Premio de Malasia            | Circuito Internacional de Sepang, Kuala Lumpur | 2 de octubre     |
| 17    | Gran Premio de Japón              | Circuito de Suzuka, Suzuka                     | 9 de octubre     |
| 18    | Gran Premio de los Estados Unidos | Circuito de las Américas, Austin               | 23 de octubre    |
| 19    | Gran Premio de México             | Autódromo Hermanos Rodríguez, Ciudad de México | 30 de octubre    |
| 20    | Gran Premio de Brasil             | Autódromo José Carlos Pace, São Paulo          | 6 de noviembre   |
| 21    | Gran Premio de Abu Dabi           | Circuito Yas Marina, Isla Yas                  | 27 de noviembre  |

## Neumáticos
Aunque no tienen uso en carrera, Pirelli provee a los equipos desde la temporada anterior durante los entrenamientos de pretemporada con neumáticos duros de invierno, diseñados específicamente para rendir durante días especialmente fríos. Se distinguen de los demás por no llevar marcaje alguno en el lateral.
En esta temporada, Pirelli nominará dos juegos de carreras obligatorias para cada vehículo. Por otra parte, un conjunto del compuesto más blando tendrá que ser guardado para su uso sólo en la Q3. Los dos conjuntos obligatorios elegidos por Pirelli pueden ser de dos compuestos diferentes, desde los tres que han sido nominados para el fin de semana. Estos conjuntos, obviamente, será idéntico para cada equipo. Los 10 juegos restantes pueden ser elegidos por cada equipo, a partir de los tres compuestos nominados para el fin de semana.
Los equipos harán sus elecciones en un plazo fijado por Pirelli. Ellos comunicar sus decisiones a la FIA, que a su vez decirle Pirelli cuántos neumáticos para producir. Las opciones para cada vehículo se mantendrá en secreto hasta 2 semanas antes de la carrera. Si un equipo no cumple con la fecha límite, la elección se hará por la FIA.
Una vez que se han tomado las decisiones para cada vehículo, la FIA seguirá para asignar los neumáticos al azar a través de un código de barras, como es el caso actualmente. Las decisiones tomadas por cada equipo pueden variar para cada uno de sus coches: lo que cada conductor dentro de un equipo pueden tener una asignación diferente. Los neumáticos se distinguen por diferentes marcas de color en las paredes laterales, como es el caso actualmente.

### Durante la carrera
Los equipos todavía tendrán que devolver los neumáticos de acuerdo a un horario determinado, pero pueden decidir qué neumáticos para dar vuelta en los siguientes horarios:
- Un juego después de los primeros 40 minutos de FP1
- Un juego al final de la FP1
- Dos juegos al final de la FP2
- Dos juegos al final de FP3

Los dos conjuntos obligatorios designados por Pirelli no pueden ser devueltos durante la práctica y deben estar disponibles para su uso en la carrera. Al menos uno de estos dos grupos debe ser utilizado durante la carrera - pero los equipos puede decidir cuál.
| Nombre del compuesto | Color | Color | Banda de rodadura | Condiciones de circulación | Tipo del compuesto       | Adherencia           | Durabilidad        |
| -------------------- | ----- | ----- | ----------------- | -------------------------- | ------------------------ | -------------------- | ------------------ |
| Ultra blando         | U     |       | Liso              | Seco                       | Optativo                 | 5 - Más adherencia   | 1 - Menos duradero |
| Súper blando         | S     |       | Liso              | Seco                       | Optativo / Blando        | 4                    | 2                  |
| Blando               | S     |       | Liso              | Seco                       | Optativo / Blando / Duro | 3                    | 3                  |
| Medio                | M     |       | Liso              | Seco                       | Blando / Duro            | 2                    | 4                  |
| Duro                 | H     |       | Liso              | Seco                       | Duro                     | 1 - Menos adherencia | 5 - Más duradero   |
| Intermedio           | I     |       | Canales           | Mojado                     | Intermedio               |                      |                    |
| De lluvia            | W     |       | Canales           | Mojado                     | De lluvia                |                      |                    |

* Pirelli designa 3 tipos de neumáticos secos para cada Gran Premio según el circuito. Hay uno optativo para la carrera (el más blando) y dos obligatorios, uno duro y otro blando.
El neumático ultra blando se estrenará por primera vez en el Gran Premio de Mónaco.
| Compuesto  | AUS | BAH | CHN | RUS | ESP | MON | CAN | EUR | AUT | GBR | HUN | GER | BEL | ITA | SIN | MYS | JPN | USA | MEX | BRA | ADH |
| ---------- | --- | --- | --- | --- | --- | --- | --- | --- | --- | --- | --- | --- | --- | --- | --- | --- | --- | --- | --- | --- | --- |
| Optativo   | S   | S   | S   | S   | S   | U   | U   | S   | U   | S   | S   | S   | S   | S   | U   | S   | S   | S   | S   | S   | U   |
| Blando     | S   | S   | S   | S   | M   | S   | S   | S   | S   | M   | S   | S   | S   | S   | S   | M   | M   | S   | S   | M   | S   |
| Duro       | M   | M   | M   | M   | H   | S   | S   | M   | S   | H   | M   | M   | M   | M   | S   | H   | H   | M   | M   | H   | S   |
| Intermedio | I   | I   | I   | I   | I   | I   | I   | I   | I   | I   | I   | I   | I   | I   | I   | I   | I   | I   | I   | I   | I   |
| De lluvia  | W   | W   | W   | W   | W   | W   | W   | W   | W   | W   | W   | W   | W   | W   | W   | W   | W   | W   | W   | W   | W   |

## Resultados
| Ronda | Fecha                              | Gran Premio | Mapa del Circuito    | Resultados                  | Resultados       | Resultados                  | Resultados       |
| ----- | ---------------------------------- | --- | -------------------- | --------------------------- | ---------------- | --------------------------- | ---------------- |
| 1     | 18, 19 y 20 de marzo               | Gran Premio de Australia Circuito de Albert Park Longitud: 5,303 km Vueltas: 58 Distancia de carrera: 307,574 km Ganador 2015: Lewis Hamilton - Mercedes          |                      | Libres 1                    | Lewis Hamilton   | Ganador                     | Nico Rosberg     |
| 1     | 18, 19 y 20 de marzo               | Gran Premio de Australia Circuito de Albert Park Longitud: 5,303 km Vueltas: 58 Distancia de carrera: 307,574 km Ganador 2015: Lewis Hamilton - Mercedes          | Libres 2             | Lewis Hamilton              | 2.º puesto       | Lewis Hamilton              |                  |
| 1     | 18, 19 y 20 de marzo               | Gran Premio de Australia Circuito de Albert Park Longitud: 5,303 km Vueltas: 58 Distancia de carrera: 307,574 km Ganador 2015: Lewis Hamilton - Mercedes          | Libres 3             | Lewis Hamilton              | 3.er puesto      | Sebastian Vettel            |                  |
| 1     | 18, 19 y 20 de marzo               | Gran Premio de Australia Circuito de Albert Park Longitud: 5,303 km Vueltas: 58 Distancia de carrera: 307,574 km Ganador 2015: Lewis Hamilton - Mercedes          | Pole position        | Lewis Hamilton (1:23.837)   | Vuelta rápida    | Daniel Ricciardo (1:28.997) |                  |
| 1     | 18, 19 y 20 de marzo               | Gran Premio de Australia Circuito de Albert Park Longitud: 5,303 km Vueltas: 58 Distancia de carrera: 307,574 km Ganador 2015: Lewis Hamilton - Mercedes          | Resultados completos |                             |                  |                             |                  |
| 2     | 1, 2 y 3 de abril                  | Gran Premio de Baréin Circuito de Sahkir Longitud: 5,412 km Vueltas: 57 Distancia de carrera: 308,238 km Ganador 2015: Lewis Hamilton - Mercedes                  |                      | Libres 1                    | Nico Rosberg     | Ganador                     | Nico Rosberg     |
| 2     | 1, 2 y 3 de abril                  | Gran Premio de Baréin Circuito de Sahkir Longitud: 5,412 km Vueltas: 57 Distancia de carrera: 308,238 km Ganador 2015: Lewis Hamilton - Mercedes                  | Libres 2             | Nico Rosberg                | 2.º puesto       | Kimi Räikkönen              |                  |
| 2     | 1, 2 y 3 de abril                  | Gran Premio de Baréin Circuito de Sahkir Longitud: 5,412 km Vueltas: 57 Distancia de carrera: 308,238 km Ganador 2015: Lewis Hamilton - Mercedes                  | Libres 3             | Sebastian Vettel            | 3.er puesto      | Lewis Hamilton              |                  |
| 2     | 1, 2 y 3 de abril                  | Gran Premio de Baréin Circuito de Sahkir Longitud: 5,412 km Vueltas: 57 Distancia de carrera: 308,238 km Ganador 2015: Lewis Hamilton - Mercedes                  | Pole position        | Lewis Hamilton (1:29.493)   | Vuelta rápida    | Nico Rosberg (1:34.482)     |                  |
| 2     | 1, 2 y 3 de abril                  | Gran Premio de Baréin Circuito de Sahkir Longitud: 5,412 km Vueltas: 57 Distancia de carrera: 308,238 km Ganador 2015: Lewis Hamilton - Mercedes                  | Resultados completos |                             |                  |                             |                  |
| 3     | 15, 16 y 17 de abril               | Gran Premio de China Circuito de Shanghái Longitud: 5,451 km Vueltas: 56 Distancia de carrera: 305,066 km Ganador 2015: Lewis Hamilton - Mercedes                 |                      | Libres 1                    | Nico Rosberg     | Ganador                     | Nico Rosberg     |
| 3     | 15, 16 y 17 de abril               | Gran Premio de China Circuito de Shanghái Longitud: 5,451 km Vueltas: 56 Distancia de carrera: 305,066 km Ganador 2015: Lewis Hamilton - Mercedes                 | Libres 2             | Kimi Räikkönen              | 2.º puesto       | Sebastian Vettel            |                  |
| 3     | 15, 16 y 17 de abril               | Gran Premio de China Circuito de Shanghái Longitud: 5,451 km Vueltas: 56 Distancia de carrera: 305,066 km Ganador 2015: Lewis Hamilton - Mercedes                 | Libres 3             | Sebastian Vettel            | 3.er puesto      | Daniil Kvyat                |                  |
| 3     | 15, 16 y 17 de abril               | Gran Premio de China Circuito de Shanghái Longitud: 5,451 km Vueltas: 56 Distancia de carrera: 305,066 km Ganador 2015: Lewis Hamilton - Mercedes                 | Pole position        | Nico Rosberg (1:35.402)     | Vuelta rápida    | Nico Hülkenberg (1:39.824)  |                  |
| 3     | 15, 16 y 17 de abril               | Gran Premio de China Circuito de Shanghái Longitud: 5,451 km Vueltas: 56 Distancia de carrera: 305,066 km Ganador 2015: Lewis Hamilton - Mercedes                 | Resultados completos |                             |                  |                             |                  |
| 4     | 29, 30 de abril y 1 de mayo        | Gran Premio de Rusia Circuito de Sochi Longitud: 5,484 km Vueltas: 53 Distancia de carrera: 309,745 km Ganador 2015: Lewis Hamilton - Mercedes                    |                      | Libres 1                    | Nico Rosberg     | Ganador                     | Nico Rosberg     |
| 4     | 29, 30 de abril y 1 de mayo        | Gran Premio de Rusia Circuito de Sochi Longitud: 5,484 km Vueltas: 53 Distancia de carrera: 309,745 km Ganador 2015: Lewis Hamilton - Mercedes                    | Libres 2             | Lewis Hamilton              | 2.º puesto       | Lewis Hamilton              |                  |
| 4     | 29, 30 de abril y 1 de mayo        | Gran Premio de Rusia Circuito de Sochi Longitud: 5,484 km Vueltas: 53 Distancia de carrera: 309,745 km Ganador 2015: Lewis Hamilton - Mercedes                    | Libres 3             | Lewis Hamilton              | 3.er puesto      | Kimi Räikkönen              |                  |
| 4     | 29, 30 de abril y 1 de mayo        | Gran Premio de Rusia Circuito de Sochi Longitud: 5,484 km Vueltas: 53 Distancia de carrera: 309,745 km Ganador 2015: Lewis Hamilton - Mercedes                    | Pole position        | Nico Rosberg (1:35.417)     | Vuelta rápida    | Nico Rosberg (1:39.094)     |                  |
| 4     | 29, 30 de abril y 1 de mayo        | Gran Premio de Rusia Circuito de Sochi Longitud: 5,484 km Vueltas: 53 Distancia de carrera: 309,745 km Ganador 2015: Lewis Hamilton - Mercedes                    | Resultados completos |                             |                  |                             |                  |
| 5     | 13, 14 y 15 de mayo                | Gran Premio de España Circuito de Barcelona-Cataluña Longitud: 4,655 km Vueltas: 66 Distancia de carrera: 307,104 km Ganador 2015: Nico Rosberg - Mercedes        |                      | Libres 1                    | Sebastian Vettel | Ganador                     | Max Verstappen   |
| 5     | 13, 14 y 15 de mayo                | Gran Premio de España Circuito de Barcelona-Cataluña Longitud: 4,655 km Vueltas: 66 Distancia de carrera: 307,104 km Ganador 2015: Nico Rosberg - Mercedes        | Libres 2             | Nico Rosberg                | 2.º puesto       | Kimi Räikkönen              |                  |
| 5     | 13, 14 y 15 de mayo                | Gran Premio de España Circuito de Barcelona-Cataluña Longitud: 4,655 km Vueltas: 66 Distancia de carrera: 307,104 km Ganador 2015: Nico Rosberg - Mercedes        | Libres 3             | Nico Rosberg                | 3.er puesto      | Sebastian Vettel            |                  |
| 5     | 13, 14 y 15 de mayo                | Gran Premio de España Circuito de Barcelona-Cataluña Longitud: 4,655 km Vueltas: 66 Distancia de carrera: 307,104 km Ganador 2015: Nico Rosberg - Mercedes        | Pole position        | Lewis Hamilton (1:22.000)   | Vuelta rápida    | Daniil Kvyat (1:26.948)     |                  |
| 5     | 13, 14 y 15 de mayo                | Gran Premio de España Circuito de Barcelona-Cataluña Longitud: 4,655 km Vueltas: 66 Distancia de carrera: 307,104 km Ganador 2015: Nico Rosberg - Mercedes        | Resultados completos |                             |                  |                             |                  |
| 6     | 26, 28 y 29 de mayo                | Gran Premio de Mónaco Circuito de Mónaco Longitud: 3,337 km Vueltas: 78 Distancia de carrera: 260,286 km Ganador 2015: Nico Rosberg - Mercedes                    |                      | Libres 1                    | Lewis Hamilton   | Ganador                     | Lewis Hamilton   |
| 6     | 26, 28 y 29 de mayo                | Gran Premio de Mónaco Circuito de Mónaco Longitud: 3,337 km Vueltas: 78 Distancia de carrera: 260,286 km Ganador 2015: Nico Rosberg - Mercedes                    | Libres 2             | Daniel Ricciardo            | 2.º puesto       | Daniel Ricciardo            |                  |
| 6     | 26, 28 y 29 de mayo                | Gran Premio de Mónaco Circuito de Mónaco Longitud: 3,337 km Vueltas: 78 Distancia de carrera: 260,286 km Ganador 2015: Nico Rosberg - Mercedes                    | Libres 3             | Sebastian Vettel            | 3.er puesto      | Sergio Pérez                |                  |
| 6     | 26, 28 y 29 de mayo                | Gran Premio de Mónaco Circuito de Mónaco Longitud: 3,337 km Vueltas: 78 Distancia de carrera: 260,286 km Ganador 2015: Nico Rosberg - Mercedes                    | Pole position        | Daniel Ricciardo (1:13.622) | Vuelta rápida    | Lewis Hamilton (1:17.939)   |                  |
| 6     | 26, 28 y 29 de mayo                | Gran Premio de Mónaco Circuito de Mónaco Longitud: 3,337 km Vueltas: 78 Distancia de carrera: 260,286 km Ganador 2015: Nico Rosberg - Mercedes                    | Resultados completos |                             |                  |                             |                  |
| 7     | 10, 11 y 12 de junio               | Gran Premio de Canadá Circuito Gilles Villeneuve Longitud: 4,361 km Vueltas: 70 Distancia de carrera: 305,270 km Ganador 2015: Lewis Hamilton - Mercedes          |                      | Libres 1                    | Lewis Hamilton   | Ganador                     | Lewis Hamilton   |
| 7     | 10, 11 y 12 de junio               | Gran Premio de Canadá Circuito Gilles Villeneuve Longitud: 4,361 km Vueltas: 70 Distancia de carrera: 305,270 km Ganador 2015: Lewis Hamilton - Mercedes          | Libres 2             | Lewis Hamilton              | 2.º puesto       | Sebastian Vettel            |                  |
| 7     | 10, 11 y 12 de junio               | Gran Premio de Canadá Circuito Gilles Villeneuve Longitud: 4,361 km Vueltas: 70 Distancia de carrera: 305,270 km Ganador 2015: Lewis Hamilton - Mercedes          | Libres 3             | Sebastian Vettel            | 3.er puesto      | Valtteri Bottas             |                  |
| 7     | 10, 11 y 12 de junio               | Gran Premio de Canadá Circuito Gilles Villeneuve Longitud: 4,361 km Vueltas: 70 Distancia de carrera: 305,270 km Ganador 2015: Lewis Hamilton - Mercedes          | Pole position        | Lewis Hamilton (1:12.812)   | Vuelta rápida    | Nico Rosberg (1:15.599)     |                  |
| 7     | 10, 11 y 12 de junio               | Gran Premio de Canadá Circuito Gilles Villeneuve Longitud: 4,361 km Vueltas: 70 Distancia de carrera: 305,270 km Ganador 2015: Lewis Hamilton - Mercedes          | Resultados completos |                             |                  |                             |                  |
| 8     | 17, 18 y 19 de junio               | Gran Premio de Europa Circuito callejero de Bakú Longitud: 6,003 km Vueltas: 51 Distancia de carrera: 306,049 km Ganador 2015: No se disputó                      |                      | Libres 1                    | Lewis Hamilton   | Ganador                     | Nico Rosberg     |
| 8     | 17, 18 y 19 de junio               | Gran Premio de Europa Circuito callejero de Bakú Longitud: 6,003 km Vueltas: 51 Distancia de carrera: 306,049 km Ganador 2015: No se disputó                      | Libres 2             | Lewis Hamilton              | 2.º puesto       | Sebastian Vettel            |                  |
| 8     | 17, 18 y 19 de junio               | Gran Premio de Europa Circuito callejero de Bakú Longitud: 6,003 km Vueltas: 51 Distancia de carrera: 306,049 km Ganador 2015: No se disputó                      | Libres 3             | Lewis Hamilton              | 3.er puesto      | Sergio Pérez                |                  |
| 8     | 17, 18 y 19 de junio               | Gran Premio de Europa Circuito callejero de Bakú Longitud: 6,003 km Vueltas: 51 Distancia de carrera: 306,049 km Ganador 2015: No se disputó                      | Pole position        | Nico Rosberg (1:42.758)     | Vuelta rápida    | Nico Rosberg (1:46.485)     |                  |
| 8     | 17, 18 y 19 de junio               | Gran Premio de Europa Circuito callejero de Bakú Longitud: 6,003 km Vueltas: 51 Distancia de carrera: 306,049 km Ganador 2015: No se disputó                      | Resultados completos |                             |                  |                             |                  |
| 9     | 1, 2 y 3 de julio                  | Gran Premio de Austria Red Bull Ring Longitud: 4,326 km Vueltas: 71 Distancia de carrera: 307,020 km Ganador 2015: Nico Rosberg - Mercedes                        |                      | Libres 1                    | Nico Rosberg     | Ganador                     | Lewis Hamilton   |
| 9     | 1, 2 y 3 de julio                  | Gran Premio de Austria Red Bull Ring Longitud: 4,326 km Vueltas: 71 Distancia de carrera: 307,020 km Ganador 2015: Nico Rosberg - Mercedes                        | Libres 2             | Nico Rosberg                | 2.º puesto       | Max Verstappen              |                  |
| 9     | 1, 2 y 3 de julio                  | Gran Premio de Austria Red Bull Ring Longitud: 4,326 km Vueltas: 71 Distancia de carrera: 307,020 km Ganador 2015: Nico Rosberg - Mercedes                        | Libres 3             | Sebastian Vettel            | 3.er puesto      | Kimi Räikkönen              |                  |
| 9     | 1, 2 y 3 de julio                  | Gran Premio de Austria Red Bull Ring Longitud: 4,326 km Vueltas: 71 Distancia de carrera: 307,020 km Ganador 2015: Nico Rosberg - Mercedes                        | Pole position        | Lewis Hamilton (1:07.922)   | Vuelta rápida    | Lewis Hamilton (1:08.411)   |                  |
| 9     | 1, 2 y 3 de julio                  | Gran Premio de Austria Red Bull Ring Longitud: 4,326 km Vueltas: 71 Distancia de carrera: 307,020 km Ganador 2015: Nico Rosberg - Mercedes                        | Resultados completos |                             |                  |                             |                  |
| 10    | 8, 9 y 10 de julio                 | Gran Premio de Gran Bretaña Circuito de Silverstone Longitud: 5,891 km Vueltas: 52 Distancia de carrera: 306,198 km Ganador 2015: Lewis Hamilton - Mercedes       |                      | Libres 1                    | Lewis Hamilton   | Ganador                     | Lewis Hamilton   |
| 10    | 8, 9 y 10 de julio                 | Gran Premio de Gran Bretaña Circuito de Silverstone Longitud: 5,891 km Vueltas: 52 Distancia de carrera: 306,198 km Ganador 2015: Lewis Hamilton - Mercedes       | Libres 2             | Lewis Hamilton              | 2.º puesto       | Max Verstappen              |                  |
| 10    | 8, 9 y 10 de julio                 | Gran Premio de Gran Bretaña Circuito de Silverstone Longitud: 5,891 km Vueltas: 52 Distancia de carrera: 306,198 km Ganador 2015: Lewis Hamilton - Mercedes       | Libres 3             | Lewis Hamilton              | 3.er puesto      | Nico Rosberg                |                  |
| 10    | 8, 9 y 10 de julio                 | Gran Premio de Gran Bretaña Circuito de Silverstone Longitud: 5,891 km Vueltas: 52 Distancia de carrera: 306,198 km Ganador 2015: Lewis Hamilton - Mercedes       | Pole position        | Lewis Hamilton (1:29.287)   | Vuelta rápida    | Nico Rosberg (1:35.548)     |                  |
| 10    | 8, 9 y 10 de julio                 | Gran Premio de Gran Bretaña Circuito de Silverstone Longitud: 5,891 km Vueltas: 52 Distancia de carrera: 306,198 km Ganador 2015: Lewis Hamilton - Mercedes       | Resultados completos |                             |                  |                             |                  |
| 11    | 22, 23 y 24 de julio               | Gran Premio de Hungría Hungaroring Longitud: 4,381 km Vueltas: 70 Distancia de carrera: 306,630 km Ganador 2015: Sebastian Vettel - Ferrari                       |                      | Libres 1                    | Lewis Hamilton   | Ganador                     | Lewis Hamilton   |
| 11    | 22, 23 y 24 de julio               | Gran Premio de Hungría Hungaroring Longitud: 4,381 km Vueltas: 70 Distancia de carrera: 306,630 km Ganador 2015: Sebastian Vettel - Ferrari                       | Libres 2             | Nico Rosberg                | 2.º puesto       | Nico Rosberg                |                  |
| 11    | 22, 23 y 24 de julio               | Gran Premio de Hungría Hungaroring Longitud: 4,381 km Vueltas: 70 Distancia de carrera: 306,630 km Ganador 2015: Sebastian Vettel - Ferrari                       | Libres 3             | Nico Rosberg                | 3.er puesto      | Daniel Ricciardo            |                  |
| 11    | 22, 23 y 24 de julio               | Gran Premio de Hungría Hungaroring Longitud: 4,381 km Vueltas: 70 Distancia de carrera: 306,630 km Ganador 2015: Sebastian Vettel - Ferrari                       | Pole position        | Nico Rosberg (1:19.965)     | Vuelta rápida    | Kimi Räikkönen (1:23.086)   |                  |
| 11    | 22, 23 y 24 de julio               | Gran Premio de Hungría Hungaroring Longitud: 4,381 km Vueltas: 70 Distancia de carrera: 306,630 km Ganador 2015: Sebastian Vettel - Ferrari                       | Resultados completos |                             |                  |                             |                  |
| 12    | 29, 30 y 31 de julio               | Gran Premio de Alemania Hockenheimring Longitud: 4,574 km Vueltas: 67 Distancia de carrera: 306,458 km Ganador 2015: No se disputó                                |                      | Libres 1                    | Nico Rosberg     | Ganador                     | Lewis Hamilton   |
| 12    | 29, 30 y 31 de julio               | Gran Premio de Alemania Hockenheimring Longitud: 4,574 km Vueltas: 67 Distancia de carrera: 306,458 km Ganador 2015: No se disputó                                | Libres 2             | Nico Rosberg                | 2.º puesto       | Daniel Ricciardo            |                  |
| 12    | 29, 30 y 31 de julio               | Gran Premio de Alemania Hockenheimring Longitud: 4,574 km Vueltas: 67 Distancia de carrera: 306,458 km Ganador 2015: No se disputó                                | Libres 3             | Nico Rosberg                | 3.er puesto      | Max Verstappen              |                  |
| 12    | 29, 30 y 31 de julio               | Gran Premio de Alemania Hockenheimring Longitud: 4,574 km Vueltas: 67 Distancia de carrera: 306,458 km Ganador 2015: No se disputó                                | Pole position        | Nico Rosberg (1:14.363)     | Vuelta rápida    | Nico Rosberg (1:18.442)     |                  |
| 12    | 29, 30 y 31 de julio               | Gran Premio de Alemania Hockenheimring Longitud: 4,574 km Vueltas: 67 Distancia de carrera: 306,458 km Ganador 2015: No se disputó                                | Resultados completos |                             |                  |                             |                  |
| 13    | 26, 27 y 28 de agosto              | Gran Premio de Bélgica Circuito de Spa-Francorchamps Longitud: 7,004 km Vueltas: 44 Distancia de carrera: 308,052 km Ganador 2015: Lewis Hamilton - Mercedes      |                      | Libres 1                    | Nico Rosberg     | Ganador                     | Nico Rosberg     |
| 13    | 26, 27 y 28 de agosto              | Gran Premio de Bélgica Circuito de Spa-Francorchamps Longitud: 7,004 km Vueltas: 44 Distancia de carrera: 308,052 km Ganador 2015: Lewis Hamilton - Mercedes      | Libres 2             | Max Verstappen              | 2.º puesto       | Daniel Ricciardo            |                  |
| 13    | 26, 27 y 28 de agosto              | Gran Premio de Bélgica Circuito de Spa-Francorchamps Longitud: 7,004 km Vueltas: 44 Distancia de carrera: 308,052 km Ganador 2015: Lewis Hamilton - Mercedes      | Libres 3             | Kimi Räikkönen              | 3.er puesto      | Lewis Hamilton              |                  |
| 13    | 26, 27 y 28 de agosto              | Gran Premio de Bélgica Circuito de Spa-Francorchamps Longitud: 7,004 km Vueltas: 44 Distancia de carrera: 308,052 km Ganador 2015: Lewis Hamilton - Mercedes      | Pole position        | Nico Rosberg (1:46.744)     | Vuelta rápida    | Lewis Hamilton (1:51:583)   |                  |
| 13    | 26, 27 y 28 de agosto              | Gran Premio de Bélgica Circuito de Spa-Francorchamps Longitud: 7,004 km Vueltas: 44 Distancia de carrera: 308,052 km Ganador 2015: Lewis Hamilton - Mercedes      | Resultados completos |                             |                  |                             |                  |
| 14    | 2, 3 y 4 de septiembre             | Gran Premio de Italia Circuito de Monza Longitud: 5,793 km Vueltas: 53 Distancia de carrera: 306,720 km Ganador 2015: Lewis Hamilton - Mercedes                   |                      | Libres 1                    | Nico Rosberg     | Ganador                     | Nico Rosberg     |
| 14    | 2, 3 y 4 de septiembre             | Gran Premio de Italia Circuito de Monza Longitud: 5,793 km Vueltas: 53 Distancia de carrera: 306,720 km Ganador 2015: Lewis Hamilton - Mercedes                   | Libres 2             | Lewis Hamilton              | 2.º puesto       | Lewis Hamilton              |                  |
| 14    | 2, 3 y 4 de septiembre             | Gran Premio de Italia Circuito de Monza Longitud: 5,793 km Vueltas: 53 Distancia de carrera: 306,720 km Ganador 2015: Lewis Hamilton - Mercedes                   | Libres 3             | Lewis Hamilton              | 3.er puesto      | Sebastian Vettel            |                  |
| 14    | 2, 3 y 4 de septiembre             | Gran Premio de Italia Circuito de Monza Longitud: 5,793 km Vueltas: 53 Distancia de carrera: 306,720 km Ganador 2015: Lewis Hamilton - Mercedes                   | Pole position        | Lewis Hamilton (1:21.135)   | Vuelta rápida    | Fernando Alonso (1:25.340)  |                  |
| 14    | 2, 3 y 4 de septiembre             | Gran Premio de Italia Circuito de Monza Longitud: 5,793 km Vueltas: 53 Distancia de carrera: 306,720 km Ganador 2015: Lewis Hamilton - Mercedes                   | Resultados completos |                             |                  |                             |                  |
| 15    | 16, 17 y 18 de septiembre          | Gran Premio de Singapur Circuito callejero de Marina Bay Longitud: 5,065 km Vueltas: 61 Distancia de carrera: 308,828 km Ganador 2015: Sebastian Vettel - Ferrari |                      | Libres 1                    | Max Verstappen   | Ganador                     | Nico Rosberg     |
| 15    | 16, 17 y 18 de septiembre          | Gran Premio de Singapur Circuito callejero de Marina Bay Longitud: 5,065 km Vueltas: 61 Distancia de carrera: 308,828 km Ganador 2015: Sebastian Vettel - Ferrari | Libres 2             | Nico Rosberg                | 2.º puesto       | Daniel Ricciardo            |                  |
| 15    | 16, 17 y 18 de septiembre          | Gran Premio de Singapur Circuito callejero de Marina Bay Longitud: 5,065 km Vueltas: 61 Distancia de carrera: 308,828 km Ganador 2015: Sebastian Vettel - Ferrari | Libres 3             | Nico Rosberg                | 3.er puesto      | Lewis Hamilton              |                  |
| 15    | 16, 17 y 18 de septiembre          | Gran Premio de Singapur Circuito callejero de Marina Bay Longitud: 5,065 km Vueltas: 61 Distancia de carrera: 308,828 km Ganador 2015: Sebastian Vettel - Ferrari | Pole position        | Nico Rosberg (1:42.584)     | Vuelta rápida    | Daniel Ricciardo (1:47.187) |                  |
| 15    | 16, 17 y 18 de septiembre          | Gran Premio de Singapur Circuito callejero de Marina Bay Longitud: 5,065 km Vueltas: 61 Distancia de carrera: 308,828 km Ganador 2015: Sebastian Vettel - Ferrari | Resultados completos |                             |                  |                             |                  |
| 16    | 30 de septiembre, 1 y 2 de octubre | Gran Premio de Malasia Circuito de Sepang Longitud: 5,543 km Vueltas: 56 Distancia de carrera: 310,408 km Ganador 2015: Sebastian Vettel - Ferrari                |                      | Libres 1                    | Nico Rosberg     | Ganador                     | Daniel Ricciardo |
| 16    | 30 de septiembre, 1 y 2 de octubre | Gran Premio de Malasia Circuito de Sepang Longitud: 5,543 km Vueltas: 56 Distancia de carrera: 310,408 km Ganador 2015: Sebastian Vettel - Ferrari                | Libres 2             | Lewis Hamilton              | 2.º puesto       | Max Verstappen              |                  |
| 16    | 30 de septiembre, 1 y 2 de octubre | Gran Premio de Malasia Circuito de Sepang Longitud: 5,543 km Vueltas: 56 Distancia de carrera: 310,408 km Ganador 2015: Sebastian Vettel - Ferrari                | Libres 3             | Lewis Hamilton              | 3.er puesto      | Nico Rosberg                |                  |
| 16    | 30 de septiembre, 1 y 2 de octubre | Gran Premio de Malasia Circuito de Sepang Longitud: 5,543 km Vueltas: 56 Distancia de carrera: 310,408 km Ganador 2015: Sebastian Vettel - Ferrari                | Pole position        | Lewis Hamilton (1:32.850)   | Vuelta rápida    | Nico Rosberg (1:38.056)     |                  |
| 16    | 30 de septiembre, 1 y 2 de octubre | Gran Premio de Malasia Circuito de Sepang Longitud: 5,543 km Vueltas: 56 Distancia de carrera: 310,408 km Ganador 2015: Sebastian Vettel - Ferrari                | Resultados completos |                             |                  |                             |                  |
| 17    | 7, 8 y 9 de octubre                | Gran Premio de Japón Circuito de Suzuka Longitud: 5,807 km Vueltas: 53 Distancia de carrera: 307,471 km Ganador 2015: Lewis Hamilton - Mercedes                   |                      | Libres 1                    | Nico Rosberg     | Ganador                     | Nico Rosberg     |
| 17    | 7, 8 y 9 de octubre                | Gran Premio de Japón Circuito de Suzuka Longitud: 5,807 km Vueltas: 53 Distancia de carrera: 307,471 km Ganador 2015: Lewis Hamilton - Mercedes                   | Libres 2             | Nico Rosberg                | 2.º puesto       | Max Verstappen              |                  |
| 17    | 7, 8 y 9 de octubre                | Gran Premio de Japón Circuito de Suzuka Longitud: 5,807 km Vueltas: 53 Distancia de carrera: 307,471 km Ganador 2015: Lewis Hamilton - Mercedes                   | Libres 3             | Nico Rosberg                | 3.er puesto      | Lewis Hamilton              |                  |
| 17    | 7, 8 y 9 de octubre                | Gran Premio de Japón Circuito de Suzuka Longitud: 5,807 km Vueltas: 53 Distancia de carrera: 307,471 km Ganador 2015: Lewis Hamilton - Mercedes                   | Pole position        | Nico Rosberg (1:30.647)     | Vuelta rápida    | Sebastian Vettel (1:35.118) |                  |
| 17    | 7, 8 y 9 de octubre                | Gran Premio de Japón Circuito de Suzuka Longitud: 5,807 km Vueltas: 53 Distancia de carrera: 307,471 km Ganador 2015: Lewis Hamilton - Mercedes                   | Resultados completos |                             |                  |                             |                  |
| 18    | 21, 22 y 23 de octubre             | Gran Premio de Estados Unidos Circuito de las Américas Longitud: 5,513 km Vueltas: 56 Distancia de carrera: 308,405 km Ganador 2015: Lewis Hamilton - Mercedes    |                      | Libres 1                    | Lewis Hamilton   | Ganador                     | Lewis Hamilton   |
| 18    | 21, 22 y 23 de octubre             | Gran Premio de Estados Unidos Circuito de las Américas Longitud: 5,513 km Vueltas: 56 Distancia de carrera: 308,405 km Ganador 2015: Lewis Hamilton - Mercedes    | Libres 2             | Nico Rosberg                | 2.º puesto       | Nico Rosberg                |                  |
| 18    | 21, 22 y 23 de octubre             | Gran Premio de Estados Unidos Circuito de las Américas Longitud: 5,513 km Vueltas: 56 Distancia de carrera: 308,405 km Ganador 2015: Lewis Hamilton - Mercedes    | Libres 3             | Max Verstappen              | 3.er puesto      | Daniel Ricciardo            |                  |
| 18    | 21, 22 y 23 de octubre             | Gran Premio de Estados Unidos Circuito de las Américas Longitud: 5,513 km Vueltas: 56 Distancia de carrera: 308,405 km Ganador 2015: Lewis Hamilton - Mercedes    | Pole position        | Lewis Hamilton (1:34.999)   | Vuelta rápida    | Sebastian Vettel (1:39.877) |                  |
| 18    | 21, 22 y 23 de octubre             | Gran Premio de Estados Unidos Circuito de las Américas Longitud: 5,513 km Vueltas: 56 Distancia de carrera: 308,405 km Ganador 2015: Lewis Hamilton - Mercedes    | Resultados completos |                             |                  |                             |                  |
| 19    | 28, 29 y 30 de octubre             | Gran Premio de México Autódromo Hermanos Rodríguez Longitud: 4,304 km Vueltas: 71 Distancia de carrera: 305,354 km Ganador 2015: Nico Rosberg - Mercedes          |                      | Libres 1                    | Lewis Hamilton   | Ganador                     | Lewis Hamilton   |
| 19    | 28, 29 y 30 de octubre             | Gran Premio de México Autódromo Hermanos Rodríguez Longitud: 4,304 km Vueltas: 71 Distancia de carrera: 305,354 km Ganador 2015: Nico Rosberg - Mercedes          | Libres 2             | Sebastian Vettel            | 2.º puesto       | Nico Rosberg                |                  |
| 19    | 28, 29 y 30 de octubre             | Gran Premio de México Autódromo Hermanos Rodríguez Longitud: 4,304 km Vueltas: 71 Distancia de carrera: 305,354 km Ganador 2015: Nico Rosberg - Mercedes          | Libres 3             | Max Verstappen              | 3.er puesto      | Daniel Ricciardo            |                  |
| 19    | 28, 29 y 30 de octubre             | Gran Premio de México Autódromo Hermanos Rodríguez Longitud: 4,304 km Vueltas: 71 Distancia de carrera: 305,354 km Ganador 2015: Nico Rosberg - Mercedes          | Pole position        | Lewis Hamilton (1:18.704)   | Vuelta rápida    | Daniel Ricciardo (1:21.134) |                  |
| 19    | 28, 29 y 30 de octubre             | Gran Premio de México Autódromo Hermanos Rodríguez Longitud: 4,304 km Vueltas: 71 Distancia de carrera: 305,354 km Ganador 2015: Nico Rosberg - Mercedes          | Resultados completos |                             |                  |                             |                  |
| 20    | 11, 12 y 13 de noviembre           | Gran Premio de Brasil Circuito de Interlagos Longitud: 4,309 km Vueltas: 71 Distancia de carrera: 305,909 km Ganador 2015: Nico Rosberg - Mercedes                |                      | Libres 1                    | Lewis Hamilton   | Ganador                     | Lewis Hamilton   |
| 20    | 11, 12 y 13 de noviembre           | Gran Premio de Brasil Circuito de Interlagos Longitud: 4,309 km Vueltas: 71 Distancia de carrera: 305,909 km Ganador 2015: Nico Rosberg - Mercedes                | Libres 2             | Lewis Hamilton              | 2.º puesto       | Nico Rosberg                |                  |
| 20    | 11, 12 y 13 de noviembre           | Gran Premio de Brasil Circuito de Interlagos Longitud: 4,309 km Vueltas: 71 Distancia de carrera: 305,909 km Ganador 2015: Nico Rosberg - Mercedes                | Libres 3             | Nico Rosberg                | 3.er puesto      | Max Verstappen              |                  |
| 20    | 11, 12 y 13 de noviembre           | Gran Premio de Brasil Circuito de Interlagos Longitud: 4,309 km Vueltas: 71 Distancia de carrera: 305,909 km Ganador 2015: Nico Rosberg - Mercedes                | Pole position        | Lewis Hamilton (1:10.736)   | Vuelta rápida    | Max Verstappen (1:25.305)   |                  |
| 20    | 11, 12 y 13 de noviembre           | Gran Premio de Brasil Circuito de Interlagos Longitud: 4,309 km Vueltas: 71 Distancia de carrera: 305,909 km Ganador 2015: Nico Rosberg - Mercedes                | Resultados completos |                             |                  |                             |                  |
| 21    | 25, 26 y 27 de noviembre           | Gran Premio de Abu Dabi Circuito Yas Marina Longitud: 5,554 km Vueltas: 55 Distancia de carrera: 305,355 km Ganador 2015: Nico Rosberg - Mercedes                 |                      | Libres 1                    | Lewis Hamilton   | Ganador                     | Lewis Hamilton   |
| 21    | 25, 26 y 27 de noviembre           | Gran Premio de Abu Dabi Circuito Yas Marina Longitud: 5,554 km Vueltas: 55 Distancia de carrera: 305,355 km Ganador 2015: Nico Rosberg - Mercedes                 | Libres 2             | Lewis Hamilton              | 2.º puesto       | Nico Rosberg                |                  |
| 21    | 25, 26 y 27 de noviembre           | Gran Premio de Abu Dabi Circuito Yas Marina Longitud: 5,554 km Vueltas: 55 Distancia de carrera: 305,355 km Ganador 2015: Nico Rosberg - Mercedes                 | Libres 3             | Sebastian Vettel            | 3.er puesto      | Sebastian Vettel            |                  |
| 21    | 25, 26 y 27 de noviembre           | Gran Premio de Abu Dabi Circuito Yas Marina Longitud: 5,554 km Vueltas: 55 Distancia de carrera: 305,355 km Ganador 2015: Nico Rosberg - Mercedes                 | Pole position        | Lewis Hamilton (1:38.755)   | Vuelta rápida    | Sebastian Vettel (1:43.728) |                  |
| 21    | 25, 26 y 27 de noviembre           | Gran Premio de Abu Dabi Circuito Yas Marina Longitud: 5,554 km Vueltas: 55 Distancia de carrera: 305,355 km Ganador 2015: Nico Rosberg - Mercedes                 | Resultados completos |                             |                  |                             |                  |

## Clasificaciones

### Puntuaciones
| Posición | 1.º | 2.º | 3.º | 4.º | 5.º | 6.º | 7.º | 8.º | 9.º | 10.º |
| Puntos   | 25  | 18  | 15  | 12  | 10  | 8   | 6   | 4   | 2   | 1    |

### Campeonato de Pilotos
| Pos. | N.º | Piloto            | AUS | BHR | CHN | RUS | ESP | MON | CAN | EUR | AUT | GBR | HUN | GER | BEL | ITA | SIN | MYS | JPN | USA | MEX | BRA | ABU | Puntos |
| ---- | --- | ----------------- | --- | --- | --- | --- | --- | --- | --- | --- | --- | --- | --- | --- | --- | --- | --- | --- | --- | --- | --- | --- | --- | ------ |
| 1    | 6   | Nico Rosberg      | 1   | 1   | 1   | 1   | Ret | 7   | 5   | 1   | 4   | 3   | 2   | 4   | 1   | 1   | 1   | 3   | 1   | 2   | 2   | 2   | 2   | 385    |
| 2    | 44  | Lewis Hamilton    | 2   | 3   | 7   | 2   | Ret | 1   | 1   | 5   | 1   | 1   | 1   | 1   | 3   | 2   | 3   | Ret | 3   | 1   | 1   | 1   | 1   | 380    |
| 3    | 3   | Daniel Ricciardo  | 4   | 4   | 4   | 11  | 4   | 2   | 7   | 7   | 5   | 4   | 3   | 2   | 2   | 5   | 2   | 1   | 6   | 3   | 3   | 8   | 5   | 256    |
| 4    | 5   | Sebastian Vettel  | 3   | DNS | 2   | Ret | 3   | 4   | 2   | 2   | Ret | 9   | 4   | 5   | 6   | 3   | 5   | Ret | 4   | 4   | 5   | 5   | 3   | 212    |
| 5    | 33  | Max Verstappen    | 10  | 6   | 8   | Ret | 1   | Ret | 4   | 8   | 2   | 2   | 5   | 3   | 11  | 7   | 6   | 2   | 2   | Ret | 4   | 3   | 4   | 204    |
| 6    | 7   | Kimi Räikkönen    | Ret | 2   | 5   | 3   | 2   | Ret | 6   | 4   | 3   | 5   | 6   | 6   | 9   | 4   | 4   | 4   | 5   | Ret | 6   | Ret | 6   | 186    |
| 7    | 11  | Sergio Pérez      | 13  | 16  | 11  | 9   | 7   | 3   | 10  | 3   | 17† | 6   | 11  | 10  | 5   | 8   | 8   | 6   | 7   | 8   | 10  | 4   | 8   | 101    |
| 8    | 77  | Valtteri Bottas   | 8   | 9   | 10  | 4   | 5   | 12* | 3   | 6   | 9   | 14  | 9   | 9   | 8   | 6   | Ret | 5   | 10  | 16  | 8   | 11  | Ret | 85     |
| 9    | 27  | Nico Hülkenberg   | 7   | 15  | 15  | Ret | Ret | 6   | 8   | 9   | Ret | 7   | 10  | 7   | 4   | 10  | Ret | 8   | 8   | Ret | 7   | 7   | 7   | 72     |
| 10   | 14  | Fernando Alonso   | Ret | INJ | 12  | 6   | Ret | 5   | 11  | Ret | Ret | 13  | 7   | 12  | 7   | 14  | 7   | 7   | 16  | 5   | 13  | 10  | 10  | 54     |
| 11   | 19  | Felipe Massa      | 5   | 8   | 6   | 5   | 8   | 10  | Ret | 10  | Ret | 11  | 18  | Ret | 10  | 9   | 12  | 13  | 9   | 7   | 9   | Ret | 9   | 53     |
| 12   | 55  | Carlos Sainz Jr.  | 9   | Ret | 9   | 12  | 6   | 8   | 9   | Ret | 8   | 8   | 8   | 14  | Ret | 15  | 14  | 11  | 17  | 6   | 16  | 6   | Ret | 46     |
| 13   | 8   | Romain Grosjean   | 6   | 5   | 19  | 8   | Ret | 13  | 14  | 13  | 7*  | Ret | 14  | 13  | 13  | 11  | DNS | Ret | 11  | 10  | 20  | DNS | 11  | 29     |
| 14   | 26  | Daniil Kvyat      | DNS | 7   | 3   | 15  | 10  | Ret | 12  | Ret | Ret | 10  | 16  | 15  | 14  | Ret | 9   | 14  | 13  | 12  | 18  | 13  | Ret | 25     |
| 15   | 22  | Jenson Button     | 14  | Ret | 13  | 10  | 9   | 9   | Ret | 11  | 6   | 12  | Ret | 8   | Ret | 12  | Ret | 9   | 18  | 9   | 12  | 16  | Ret | 21     |
| 16   | 20  | Kevin Magnussen   | 12  | 11  | 17  | 7   | 15* | Ret | 16  | 14  | 14* | Ret | 15  | 16  | Ret | 17  | 10  | Ret | 14  | 11  | 17  | 14  | Ret | 7      |
| 17   | 12  | Felipe Nasr       | 15  | 14  | 20  | 16  | 14  | Ret | 18  | 12  | 13  | 15  | 17  | Ret | 17  | Ret | 13  | Ret | 19  | 15  | 15  | 9   | 16  | 2      |
| 18   | 30  | Jolyon Palmer     | 11  | DNS | 22  | 13  | 13  | Ret | Ret | 15  | 12  | Ret | 12  | 19  | 15  | Ret | 15  | 10  | 12  | 13  | 14  | Ret | 17  | 1      |
| 19   | 94  | Pascal Wehrlein   | 16  | 13  | 18  | 18  | 16  | 14* | 17  | Ret | 10  | Ret | 19  | 17  | Ret | Ret | 16  | 15  | 22  | 17  | Ret | 15  | 14  | 1      |
| 20   | 47  | Stoffel Vandoorne |     | 10  |     |     |     |     |     |     |     |     |     |     |     |     |     |     |     |     |     |     |     | 1      |
| 21   | 21  | Esteban Gutiérrez | Ret | Ret | 14  | 17  | 11  | 11  | 13  | 16  | 11  | 16  | 13  | 11  | 12  | 13  | 11  | Ret | 20  | Ret | 19  | Ret | 12  | 0      |
| 22   | 9   | Marcus Ericsson   | Ret | 12  | 16  | 14  | 12  | Ret | 16  | 17  | 15  | Ret | 20  | 18  | Ret | 16  | 17  | 12  | 15  | 14  | 11  | Ret | 15  | 0      |
| 23   | 31  | Esteban Ocon      |     |     |     |     |     |     |     |     |     |     |     |     | 16  | 18  | 18  | 16  | 21  | 18  | 21  | 12  | 13  | 0      |
| 24   | 88  | Rio Haryanto      | Ret | 17  | 21  | Ret | 17  | 15  | 19  | 18  | 16  | Ret | 21  | 20  |     |     |     |     |     |     |     |     |     | 0      |
| Pos. | N.º | Piloto            | AUS | BHR | CHN | RUS | ESP | MON | CAN | EUR | AUT | GBR | HUN | GER | BEL | ITA | SIN | MYS | JPN | USA | MEX | BRA | ABU | Puntos |

| Color      | Resultado                          |
| ---------- | ---------------------------------- |
| Oro        | Ganador                            |
| Plata      | 2.º puesto                         |
| Bronce     | 3.er puesto                        |
| Verde      | Finalizó en los puntos             |
| Azul       | Finalizó sin puntos                |
| Azul       | NC - No clasificado                |
| Violeta    | Ret - No terminó                   |
| Rojo       | DNQ - No se clasificó              |
| Rojo       | DNPQ - No se preclasificó          |
| Negro      | DSQ - Descalificado                |
| Blanco     | DNS - No empezó                    |
| Blanco     | WD - Retirado                      |
| Blanco     | C - Carrera cancelada              |
| Azul claro | TD - Entrenamientos libres (2003-) |
| Sin color  | DNP - Inscrito, pero no participó  |
| Sin color  | INJ - Inscrito, pero lesionado     |
| Sin color  | EX - Excluido                      |

| Estado  | Resultado                                                                             |
| ------- | ------------------------------------------------------------------------------------- |
| Negrita | Pole position                                                                         |
| Cursiva | Vuelta rápida                                                                         |
| 1-8     | Posiciones puntuables de clasificación sprint (2021-)                                 |
| †       | No acabó el Gran Premio, pero fue clasificado ya que completó el porcentaje necesario |
| ‡       | Monoplaza compartido                                                                  |
| ~       | Se otorgó la mitad de puntos ya que no se cumplió con el 75% de la carrera            |
| ≠       | No obtuvo puntos ya que era piloto invitado                                           |
| F2      | Inscrito para carrera de Fórmula 2, no sumaba puntos                                  |

### Estadísticas del Campeonato de Pilotos
| Pos. | N.º | Piloto            | Escudería           | Grandes Premios | Victorias | Podios | Poles | Vueltas rápidas | Puntos |
| ---- | --- | ----------------- | ------------------- | --------------- | --------- | ------ | ----- | --------------- | ------ |
| 1    | 6   | Nico Rosberg      | Mercedes            | 21              | 9         | 16     | 8     | 6               | 385    |
| 2    | 44  | Lewis Hamilton    | Mercedes            | 21              | 10        | 17     | 12    | 3               | 380    |
| 3    | 3   | Daniel Ricciardo  | Red Bull            | 21              | 1         | 8      | 1     | 4               | 256    |
| 4    | 5   | Sebastian Vettel  | Ferrari             | 21              |           | 7      |       | 3               | 212    |
| 5    | 33  | Max Verstappen    | Toro Rosso Red Bull | 21              | 1         | 7      |       | 1               | 204    |
| 6    | 7   | Kimi Räikkönen    | Ferrari             | 21              |           | 4      |       | 1               | 186    |
| 7    | 11  | Sergio Pérez      | Force India         | 21              |           | 2      |       |                 | 101    |
| 8    | 77  | Valtteri Bottas   | Williams            | 21              |           | 1      |       |                 | 85     |
| 9    | 27  | Nico Hülkenberg   | Force India         | 21              |           |        |       | 1               | 72     |
| 10   | 14  | Fernando Alonso   | McLaren             | 20              |           |        |       | 1               | 54     |
| 11   | 19  | Felipe Massa      | Williams            | 21              |           |        |       |                 | 53     |
| 12   | 55  | Carlos Sainz Jr.  | Toro Rosso          | 21              |           |        |       |                 | 46     |
| 13   | 8   | Romain Grosjean   | Haas                | 21 (19)         |           |        |       |                 | 29     |
| 14   | 26  | Daniil Kvyat      | Red Bull Toro Rosso | 21 (20)         |           | 1      |       | 1               | 25     |
| 15   | 22  | Jenson Button     | McLaren             | 21              |           |        |       |                 | 21     |
| 16   | 20  | Kevin Magnussen   | Renault             | 21              |           |        |       |                 | 7      |
| 17   | 12  | Felipe Nasr       | Sauber              | 21              |           |        |       |                 | 2      |
| 18   | 30  | Jolyon Palmer     | Renault             | 21 (20)         |           |        |       |                 | 1      |
| 19   | 94  | Pascal Wehrlein   | Manor               | 21              |           |        |       |                 | 1      |
| 20   | 47  | Stoffel Vandoorne | McLaren             | 1               |           |        |       |                 | 1      |
| 21   | 21  | Esteban Gutiérrez | Haas                | 21              |           |        |       |                 | 0      |
| 22   | 9   | Marcus Ericsson   | Sauber              | 21              |           |        |       |                 | 0      |
| 23   | 31  | Esteban Ocon      | Manor               | 9               |           |        |       |                 | 0      |
| 24   | 88  | Rio Haryanto      | Manor               | 12              |           |        |       |                 | 0      |

### Campeonato de Constructores
| Pos. | Constructor          | N.º | AUS | BHR | CHN | RUS | ESP | MON | CAN | EUR | AUT | GBR | HUN | GER | BEL | ITA | SIN | MYS | JPN | USA | MEX | BRA | ABU | Puntos |
| ---- | -------------------- | --- | --- | --- | --- | --- | --- | --- | --- | --- | --- | --- | --- | --- | --- | --- | --- | --- | --- | --- | --- | --- | --- | ------ |
| 1    | Mercedes             | 6   | 1   | 1   | 1   | 1   | Ret | 7   | 5   | 1   | 4*  | 3*  | 2   | 4   | 1   | 1   | 1   | 3   | 1   | 2   | 2   | 2   | 2   | 765    |
| 1    | Mercedes             | 44  | 2   | 3   | 7   | 2   | Ret | 1   | 1   | 5   | 1   | 1   | 1   | 1   | 3   | 2   | 3   | Ret | 3   | 1   | 1   | 1   | 1   | 765    |
| 2    | Red Bull-TAG Heuer   | 3   | 4   | 4   | 4   | 11  | 4   | 2   | 7   | 7   | 5   | 4   | 3   | 2   | 2   | 5   | 2   | 1   | 6   | 3   | 3   | 8   | 5   | 468    |
| 2    | Red Bull-TAG Heuer   | 26  | DNS | 7   | 3   | 15  |     |     |     |     |     |     |     |     |     |     |     |     |     |     |     |     |     | 468    |
| 2    | Red Bull-TAG Heuer   | 33  |     |     |     |     | 1   | Ret | 4   | 8   | 2   | 2   | 5   | 3   | 11  | 7   | 6   | 2   | 2   | Ret | 4   | 3   | 4   | 468    |
| 3    | Ferrari              | 5   | 3   | DNS | 2   | Ret | 3   | 4   | 2   | 2   | Ret | 9   | 4   | 4   | 6   | 3   | 5   | Ret | 4   | 4   | 5   | 5   | 3   | 398    |
| 3    | Ferrari              | 7   | Ret | 2   | 5   | 3   | 2   | Ret | 6   | 4   | 3   | 5   | 6   | 6   | 9   | 4   | 4   | 4   | 5   | Ret | 6   | Ret | 6   | 398    |
| 4    | Force India-Mercedes | 11  | 13  | 16  | 11  | 9   | 7   | 3   | 10  | 3   | 17† | 6   | 11  | 10  | 5   | 8   | 8   | 6   | 7   | 8   | 10  | 4   | 8   | 173    |
| 4    | Force India-Mercedes | 27  | 7   | 15  | 15  | Ret | Ret | 6   | 8   | 9   | Ret | 7   | 10  | 7   | 4   | 10  | Ret | 8   | 8   | Ret | 7   | 7   | 7   | 173    |
| 5    | Williams-Mercedes    | 19  | 5   | 8   | 6   | 5   | 8   | 10  | Ret | 10  | Ret | 11  | 18  | Ret | 10  | 9   | 12  | 13  | 9   | 7   | 9   | Ret | 9   | 138    |
| 5    | Williams-Mercedes    | 77  | 8   | 9   | 10  | 4   | 5   | 12  | 3   | 6   | 9   | 14  | 9   | 9   | 8   | 6   | Ret | 5   | 10  | 16  | 8   | 11  | Ret | 138    |
| 6    | McLaren-Honda        | 14  | Ret | INJ | 12  | 6   | Ret | 5   | 11  | Ret | Ret | 13  | 7   | 12  | 7   | 14  | 7   | 7   | 16  | 5   | 13  | 10  | 10  | 76     |
| 6    | McLaren-Honda        | 22  | 14  | Ret | 13  | 10  | 9   | 9   | Ret | 11  | 6   | 12  | 22+ | 8   | Ret | 12  | Ret | 9   | 18  | 9   | 12  | 16  | Ret | 76     |
| 6    | McLaren-Honda        | 47  |     | 10  |     |     |     |     |     |     |     |     |     |     |     |     |     |     |     |     |     |     |     | 76     |
| 7    | Toro Rosso-Ferrari   | 26  |     |     |     |     | 10  | Ret | 12  | Ret | Ret | 10  | 16  | 15  | 14  | Ret | 9   | 14  | 13  | 12  | 18  | 13  | Ret | 63     |
| 7    | Toro Rosso-Ferrari   | 33  | 10  | 6   | 8   | Ret |     |     |     |     |     |     |     |     |     |     |     |     |     |     |     |     |     | 63     |
| 7    | Toro Rosso-Ferrari   | 55  | 9   | Ret | 9   | 12  | 6   | 8   | 9   | Ret | 8   | 8   | 8   | 14  | Ret | 15  | 14  | 11  | 17  | 6   | 16  | 6   | Ret | 63     |
| 8    | Haas-Ferrari         | 8   | 6   | 5   | 19  | 8   | Ret | 13  | 14  | 13  | 7*  | Ret | 14  | 13  | 13  | 11  | DNS | Ret | 11  | 10  | 20  | DNS | 11  | 29     |
| 8    | Haas-Ferrari         | 21  | Ret | Ret | 14  | 17  | 11  | 11  | 13  | 16  | 11  | 16  | 13  | 11  | 12  | 13  | 11  | Ret | 20  | Ret | 19  | Ret | 12  | 29     |
| 9    | Renault              | 20  | 12  | 11  | 17  | 7   | 14  | Ret | 16  | 14  | 14* | Ret | 15  | 16  | Ret | 17  | 10  | Ret | 14  | 11  | 17  | 14  | Ret | 8      |
| 9    | Renault              | 30  | 11  | DNS | 22  | 13  | 13  | Ret | Ret | 15  | 12  | Ret | 12  | 19  | 15  | Ret | 15  | 10  | 12  | 13  | 14  | Ret | 17  | 8      |
| 10   | Sauber-Ferrari       | 9   | Ret | 12  | 16  | 14  | 12  | Ret | 15  | 17  | 15  | Ret | 20  | 18  | Ret | 16  | 17  | 12  | 15  | 14  | 11  | Ret | 15  | 2      |
| 10   | Sauber-Ferrari       | 12  | 15  | 14  | 20  | 16  | 15  | Ret | 18  | 12  | 13  | 15  | 17  | Ret | 17  | Ret | 13  | Ret | 19  | 15  | 15  | 9   | 16  | 2      |
| 11   | Manor-Mercedes       | 31  |     |     |     |     |     |     |     |     |     |     |     |     | 16  | 18  | 18  | 16  | 21  | 18  | 21  | 12  | 13  | 1      |
| 11   | Manor-Mercedes       | 88  | Ret | 17  | 21  | Ret | 17  | 15  | 19  | 18  | 16  | Ret | 21  | 20  |     |     |     |     |     |     |     |     |     | 1      |
| 11   | Manor-Mercedes       | 94  | 16  | 13  | 18  | 18  | 16  | 14  | 17  | Ret | 10  | Ret | 19  | 17  | Ret | Ret | 16  | 15  | 22  | 17  | Ret | 15  | 14  | 1      |
| Pos. | Constructor          | N.º | AUS | BHR | CHN | RUS | ESP | MON | CAN | EUR | AUT | GBR | HUN | GER | BEL | ITA | SIN | MYS | JPN | USA | MEX | BRA | ABU | Puntos |

| Color      | Resultado                          |
| ---------- | ---------------------------------- |
| Oro        | Ganador                            |
| Plata      | 2.º puesto                         |
| Bronce     | 3.er puesto                        |
| Verde      | Finalizó en los puntos             |
| Azul       | Finalizó sin puntos                |
| Azul       | NC - No clasificado                |
| Violeta    | Ret - No terminó                   |
| Rojo       | DNQ - No se clasificó              |
| Rojo       | DNPQ - No se preclasificó          |
| Negro      | DSQ - Descalificado                |
| Blanco     | DNS - No empezó                    |
| Blanco     | WD - Retirado                      |
| Blanco     | C - Carrera cancelada              |
| Azul claro | TD - Entrenamientos libres (2003-) |
| Sin color  | DNP - Inscrito, pero no participó  |
| Sin color  | INJ - Inscrito, pero lesionado     |
| Sin color  | EX - Excluido                      |

| Estado  | Resultado                                                                             |
| ------- | ------------------------------------------------------------------------------------- |
| Negrita | Pole position                                                                         |
| Cursiva | Vuelta rápida                                                                         |
| 1-8     | Posiciones puntuables de clasificación sprint (2021-)                                 |
| †       | No acabó el Gran Premio, pero fue clasificado ya que completó el porcentaje necesario |
| ‡       | Monoplaza compartido                                                                  |
| ~       | Se otorgó la mitad de puntos ya que no se cumplió con el 75% de la carrera            |
| ≠       | No obtuvo puntos ya que era piloto invitado                                           |
| F2      | Inscrito para carrera de Fórmula 2, no sumaba puntos                                  |

### Estadísticas del Campeonato de Constructores
| Pos. | Escudería   | Chasis        | Motor               | Grandes Premios | Victorias | Podios | Poles | Vueltas rápidas | Puntos |
| ---- | ----------- | ------------- | ------------------- | --------------- | --------- | ------ | ----- | --------------- | ------ |
| 1    | Mercedes    | F1 W07 Hybrid | Mercedes            | 21 (21)         | 19        | 34     | 20    | 9               | 765    |
| 2    | Red Bull    | RB12          | TAG Heuer (Renault) | 21 (21)         | 2         | 15     | 1     | 5               | 468    |
| 3    | Ferrari     | SF16-H        | Ferrari             | 21 (21)         |           | 11     |       | 4               | 398    |
| 4    | Force India | VJM09         | Mercedes            | 21 (21)         |           | 2      |       | 1               | 173    |
| 5    | Williams    | FW38          | Mercedes            | 21 (21)         |           | 1      |       |                 | 138    |
| 6    | McLaren     | MP4-31        | Honda               | 21 (21)         |           |        |       | 1               | 76     |
| 7    | Toro Rosso  | STR11         | Ferrari             | 21 (21)         |           |        |       | 1               | 63     |
| 8    | Haas        | VF-16         | Ferrari             | 21 (21)         |           |        |       |                 | 29     |
| 9    | Renault     | RS16          | Renault             | 21 (21)         |           |        |       |                 | 8      |
| 10   | Sauber      | C35           | Ferrari             | 21 (21)         |           |        |       |                 | 2      |
| 11   | Manor       | MRT05         | Mercedes            | 21 (21)         |           |        |       |                 | 1      |